# SkyUp Airlines
SkyUp Airlines ist eine ukrainische Charter- und Billigfluggesellschaft mit Sitz in Kiew.

## Geschichte
Im Jahr 2016 wurde SkyUp Airlines ein eingetragenes Unternehmen in Kiew. Am 14. Dezember 2017 kündigte der Minister für Infrastruktur Volodymyr Omelyan eine neue private Luftfahrtgesellschaft namens SkyUp Airlines an. Im ersten Jahr des Unternehmens wurden hauptsächlich Charterflüge zu beliebten Sommerzielen angeboten sowie Linienflüge innerhalb der Ukraine und zu mehreren internationalen Zielen. SkyUp Airlines will auch eng mit Ukraine International Airlines zusammenarbeiten.
SkyUp Airlines hat am 20. Februar 2020 der ukrainischen Regierung ein Flugzeug zur Verfügung gestellt, um ukrainische Bürger aus dem Covid-19-belasteten Gebiet Wuhan auszufliegen.
Aktuell (Stand: September 2023) fliegt SkyUp Airlines im Wet-Lease u. a. für die deutsche Fluggesellschaft Condor.

## Flugziele
Zum Betriebsstart beabsichtigte die Fluggesellschaft, Charterflüge von Kiew-Boryspil und Kiew-Schuljany sowie von Charkiw, Lwiw, Odessa und anderen Städten in der Ukraine zu insgesamt 16 Zielen durchzuführen.
Im Februar 2019 kündigte die Fluggesellschaft an, ihre Hauptbasis von Anfang an im Sommerflugplan von Schuljany nach Boryspil zu verlegen. Die Fluggesellschaft teilte mit, dass die Entscheidung zur Änderung des Heimatflughafens aufgrund von Einschränkungen beim Betrieb von Flugzeugen am Flughafen Schuljany getroffen wurde.
Im Wet-Lease für die Condor wurden im Herbst 2023 u. a. Hamburg und Málaga miteinander verbunden.

## Flotte

### Aktuelle Flotte

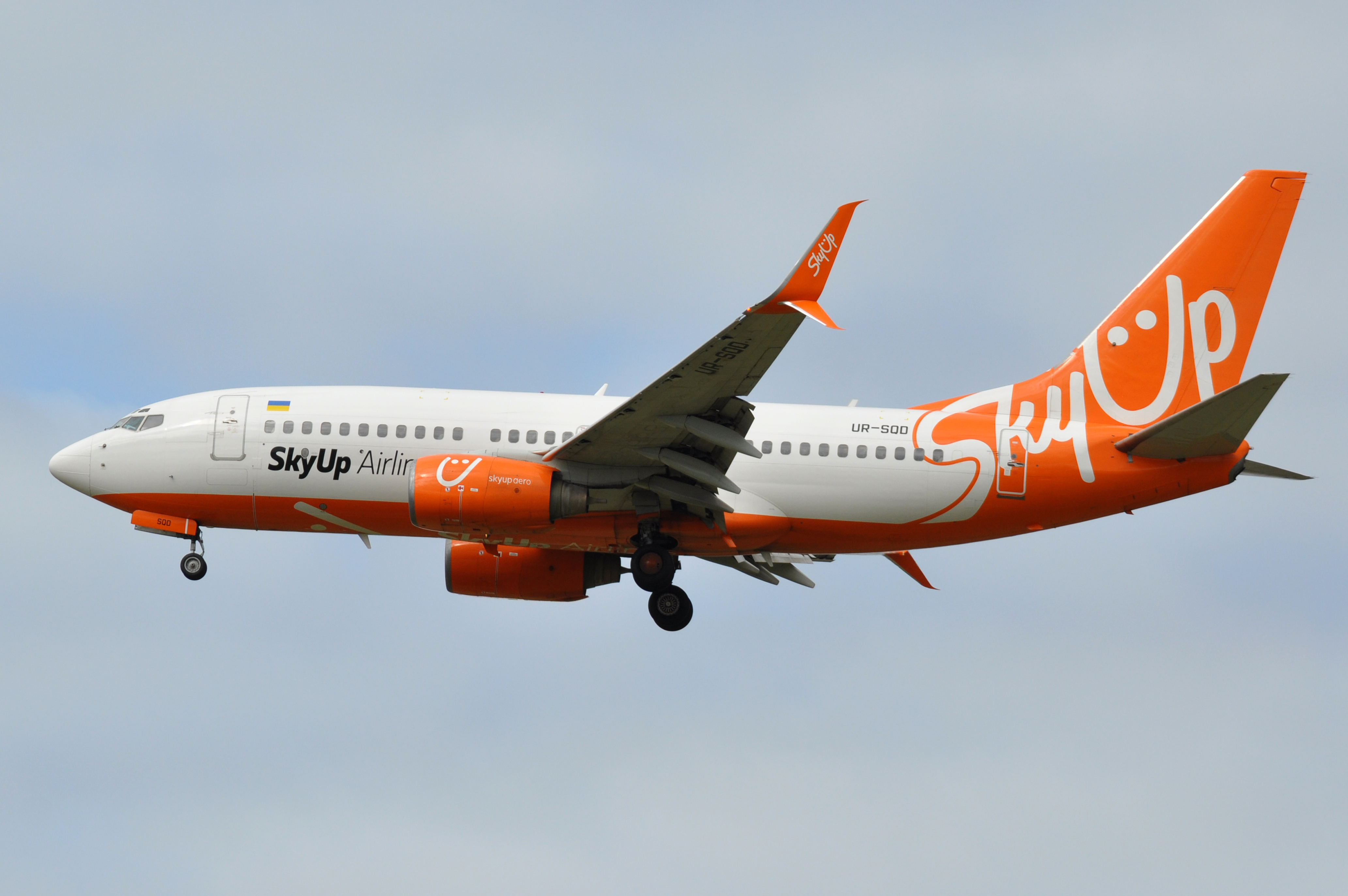
Eine B737-700 von SkyUp Airlines im Anflug auf den Flughafen Paris-Charles-de-Gaulle, Paris, Frankreich, im Jahr 2019

Mit Stand April 2025 besteht die Flotte aus acht Flugzeugen mit einem Durchschnittsalter von 16,6 Jahren:
| Flugzeugtyp       | Anzahl | bestellt | Anmerkungen                             | Sitzplätze | Durchschnittsalter |
| ----------------- | ------ | -------- | --------------------------------------- | ---------- | ------------------ |
| Airbus A321neo    |        | 1        | soll durch PLAY Europe betrieben werden | 214        |                    |
| Boeing 737-700    | 2      |          | mit Winglets ausgestattet; eine inaktiv | 149        | 22,5 Jahre         |
| Boeing 737-800    | 6      |          | mit Winglets ausgestattet; zwei inaktiv | 189        | 14,6 Jahre         |
| Boeing 737 MAX 8  |        | 4        |                                         | – offen –  |                    |
| Boeing 737 MAX 10 |        | 3        |                                         | – offen –  |                    |
| Gesamt            | 8      | 8        |                                         |            | 16,6 Jahre         |

Im März 2018 hat SkyUp Airlines einen festen Auftrag zum Kauf von zwei Boeing 737 8 MAX und drei Boeing 737 MAX 10 abgeschlossen, die 2023 ausgeliefert werden sollten. Zusätzlich hat die Fluggesellschaft die Möglichkeit, weitere fünf Flugzeuge zu kaufen.

#### Aktuelle Sonderbemalungen
| Flugzeugtyp    | Luftfahrzeugkennzeichen | Bemalung                  | Zeitraum         | Bild |
| -------------- | ----------------------- | ------------------------- | ---------------- | ---- |
| Boeing 737-700 | UR-SQE                  | „FC Shakhtar Donetsk“     | seit April 2019  |      |
| Boeing 737-800 | UR-SQC                  | „Gloria Hotels & Resorts“ | seit August 2022 |      |

#### Ehemalige Sonderbemalungen
| Flugzeugtyp    | Luftfahrzeugkennzeichen | Bemalung   | Zeitraum                  | Bild |
| -------------- | ----------------------- | ---------- | ------------------------- | ---- |
| Boeing 737-800 | UR-SQM                  | „United24“ | Oktober 2022 bis Mai 2023 |      |

### Ehemalige Flugzeugtypen
Zuvor betrieb SkyUp Airlines unter anderem auch folgenden Flugzeugtyp:
- Boeing 737-900ER

## SkyUp MT
SkyUp MT Limited ist eine maltesische Fluggesellschaft mit Sitz in Birkirkara und Basis am Flughafen Malta. Die Fluggesellschaft wurde 2023 gegründet, der Flugbetrieb startete am 6. Mai 2023.

### Flotte

#### Aktuelle Flotte
Mit Stand April 2025 besteht die Flotte aus drei Flugzeugen mit einem Durchschnittsalter von 17,3 Jahren:
| Flugzeugtyp    | Anzahl | bestellt | Anmerkungen               | Sitzplätze | Durchschnittsalter |
| -------------- | ------ | -------- | ------------------------- | ---------- | ------------------ |
| Boeing 737-800 | 3      |          | mit Winglets ausgestattet | 189        | 17,3 Jahre         |
| Gesamt         | 3      | -        |                           |            | 17,3 Jahre         |

#### Aktuelle Sonderbemalungen
| Flugzeugtyp    | Luftfahrzeugkennzeichen | Bemalung   | Zeitraum      | Bild |
| -------------- | ----------------------- | ---------- | ------------- | ---- |
| Boeing 737-800 | 9H-SAU                  | „United24“ | seit Mai 2023 |      |

## Zwischenfälle
Am 15. April 2023 wurde die Boeing 737-800 mit dem Luftfahrzeugkennzeichen UR-SQH bei den Kämpfen zwischen den Sudanesischen Streitkräften (SAF) und den Rapid Support Forces (RSF) um den Flughafen Khartum zerstört, während sie auf dem Vorfeld geparkt war.